# Wally Funk

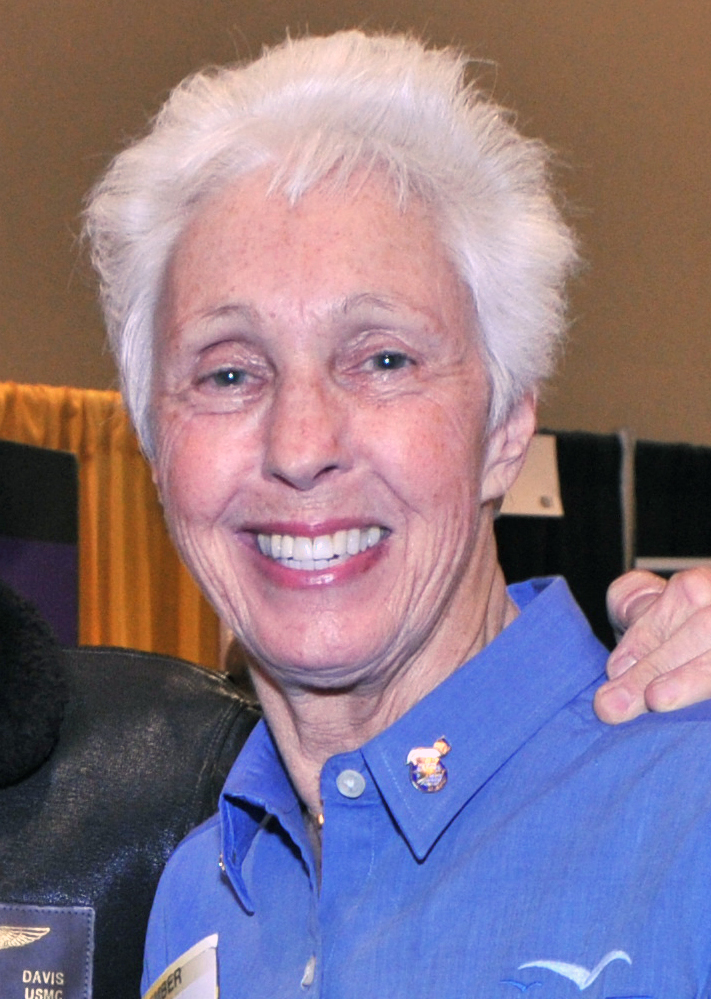
Wally Funk (2012)

Wally Funk (* 1. Februar 1939 in Las Vegas in New Mexico) ist eine US-amerikanische Pilotin und Weltraumtouristin.

## Leben
Wally Funk war Mitglied einer Gruppe von Pilotinnen, den Mercury 13, die in den 1960er Jahren in der Klinik von William Randolph (Randy) Lovelace erfolgreich die medizinischen Tests bestanden, die für die ersten männlichen Astronauten des Mercury-Programms konzipiert waren – aber keine Frau aus dieser Gruppe bekam die Chance, ins All zu fliegen.
Wally Funk vertraute zeit ihres Lebens darauf, doch noch ins Weltall zu reisen.

“I never lost the faith. I don’t have any doubt. Not a lick. I’m just as sure that I’ll go into space as I am that my car will start in the morning. I’ve lived in a man’s world all these wonderful years. I’ve been the only girl in the cockpit, in the conference room, wherever. I have learned how to kick in a lot of doors, and I have dealt with a lot of disappointments. But I will go into space one day, when God thinks it’s right or I make it right. Whether we make it with Interorbital or not, I’m going to make it. I don’t know how, but I know it’s going to happen.”

„Ich habe nie den Glauben verloren. Ich habe keinen Zweifel. Nicht den geringsten. Ich bin mir so sicher, dass ich ins All fliege, wie ich mir sicher bin, dass mein Auto morgens anspringt. Ich habe all diese wunderbaren Jahre in einer Männerwelt gelebt. Ich war das einzige Mädchen im Cockpit, im Konferenzraum, wo auch immer. Ich habe gelernt, viele Türen einzutreten, und ich habe viele Enttäuschungen erlebt. Aber ich werde eines Tages ins All fliegen, wenn Gott es für richtig hält oder ich es richtig anstelle. Ob wir es mit Interorbital schaffen oder nicht, ich werde es schaffen. Ich weiß nicht wie, aber ich weiß, dass es passieren wird.“

Am 1. Juli 2021 gab Blue Origin bekannt, dass Amazon-Gründer Jeff Bezos Wally Funk für den ersten bemannten Weltraumflug der New Shepard am 20. Juli 2021 eingeladen hat. Sie war zum Zeitpunkt des Fluges 82 Jahre wurde damit der bis dahin älteste Mensch im Weltall – ein Rekord, den bis dahin mit 77 Jahren John Glenn mit seinem Flug vom 29. Oktober bis 7. November 1998 im Rahmen der Space-Shuttle-Mission STS-95 mit der Raumfähre Discovery hielt. Bei einem weiteren Flug von Blue Origin im Oktober 2021 wurde dieser Rekord durch den kanadischen Schauspieler William Shatner – zu diesem Zeitpunkt 90 Jahre alt – übertroffen.
2012 hatte sie bereits 18.600 Flugstunden als Pilotin absolviert.